# Christel Bienstein

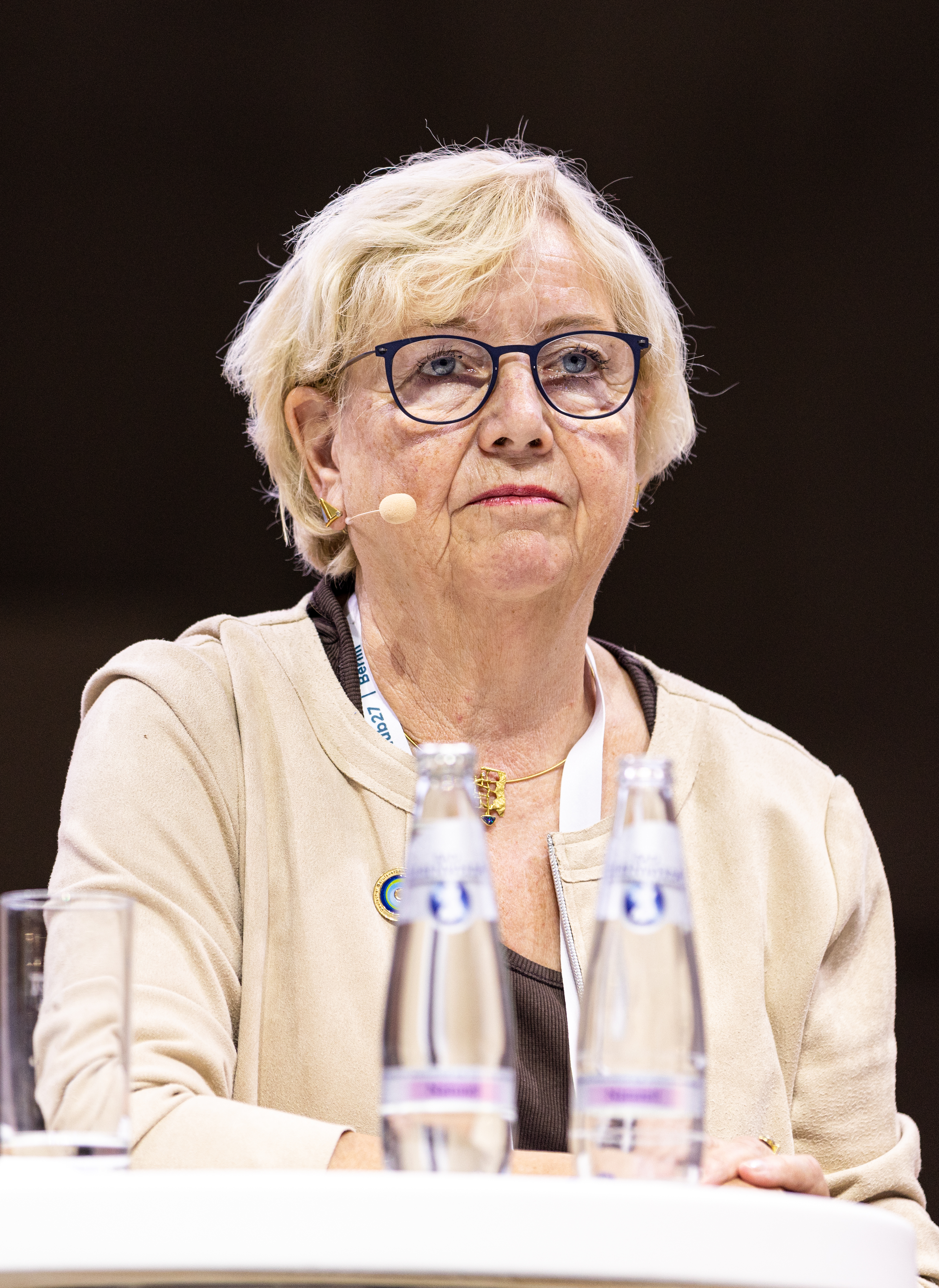
Christel Bienstein, 2022

Christel Bienstein (* 26. Dezember 1951) ist eine deutsche Pflegewissenschaftlerin. Bienstein leitete von 1994 bis 2017 das Institut für Pflegewissenschaft der Privaten Universität Witten/Herdecke.

## Leben
Nach der Ausbildung zur Krankenschwester und einigen Jahren Berufserfahrung studierte Bienstein Pädagogik. Nach Abschluss des Studiums übernahm sie die Leitung des Bildungszentrums des deutschen Berufsverbandes für Pflegeberufe in Essen. Gemeinsam mit Andreas D. Fröhlich übertrug sie dessen Konzept der basalen Stimulation auf die Pflege. Von 1994 bis 2017 leitete Bienstein als Honorarprofessorin das Institut für Pflegewissenschaft an der Privaten Universität Witten/Herdecke (anschließend noch kommissarisch bis zur Bestimmung eines Nachfolgers). 2003 erhielt Bienstein außerdem eine Honorarprofessur an der Universität Bremen.
Bienstein übertrug 1985 die Norton-Skala ins Deutsche und erweiterte sie um vier Punkte. Außerdem entwickelte sie eine Atemskala zur Einschätzung des Pneumonierisikos und machte die Atemstimulierende Einreibung bekannt.
Von Juni 2012 bis Juni 2024 war sie Präsidentin des Deutschen Berufsverbandes für Pflegeberufe (DBfK).

## Ehrungen
- Für ihre Verdienste um die Pflegewissenschaft wurde Bienstein im Juni 2004 mit dem Bundesverdienstkreuz ausgezeichnet.[5]
- Am 1. September 2021 erhielt Christel Bienstein die Ehrendoktorwürde der Universität Witten/Herdecke für ihren Verdienst für die Pflegewissenschaft in Deutschland.[6]

## Veröffentlichungen (Auswahl)
- Johann S. Schwegler: Der Mensch. Anatomie und Physiologie. Schritt für Schritt Zusammenhänge verstehen. Beitr. von Christel Bienstein. Thieme-Verlag, Stuttgart/New York 1996, ISBN 3-13-100151-8.
- Dekubitus. Herausforderung für Pflegende. Hrsg. von Christel Bienstein, Gerhard Schröder, Michael Braun. Bearb. von Maria Benedicta Arndt. Thieme-Verlag, Stuttgart/New York 1997, ISBN 3-13-101951-4.
- Atmen. Die Kunst der pflegerischen Unterstützung der Atmung. Hrsg. von Christel Bienstein, Gerd Klein, Gerhard Schröder. Bearb. von Brigitte Anderl-Doliwa. Thieme-Verlag, Stuttgart/New York 2000, ISBN 3-13-118131-1.
- Christel Bienstein, Andreas D. Fröhlich: Basale Stimulation in der Pflege. Teil: Grundlagen. Kallmeyer, Seelze-Velber 2003, ISBN 3-7800-4001-8.
- SÄVIP – Studie zur ärztlichen Versorgung in Pflegeheimen. Bearb. von Johannes Hallauer, Christel Bienstein, Ursula Lehr, Hannelore Rönsch. Vincentz Network, Hannover 2005, ISBN 3-87870-138-1.
- Christel Bienstein (2021): Man muss eine Vision haben, eine Idee von dem, was sich ändern soll. In: Ingeborg Löser-Priester (2021): Pflegepioniereinnen in Deutschland. Zur Entwicklung der Pflegewissenschaft. Frankfurt am Main: Mabuse: 210–240 Inhaltsverzeichnis

## Videopodcast
- pflegebildung (3. Januar 2025): Episode 92: Wegbereiterinnen persönlich (4) – Professorin Dr. Christel Bienstein im Gespräch mit Roland Brühe (53:26 Min.) Christel Bienstein und Roland Brühe im Gespräch